# Некрасове (Білогірський район)
Некра́сове (до 1948 року — Мєлє́к, крим. Melek) — село в Україні, у Білогірському районі Автономної Республіки Крим. Це село підпорядковане Василівській сільській раді.
Відстань від райцентру до населеного пункта становить 14 кілометрів по прямій.
У 2023 році у проєкті Постанови Верховної Ради України «Про перейменування деяких населених пунктів Автономної Республіки Крим» село запропоновано перейменувати на Мелек.